# JT Thunders 2018-2019
Questa voce raccoglie le informazioni riguardanti i JT Thunders nella stagione 2018-2019.

## Stagione
I JT Thunders partecipano alla stagione 2018-19 senza alcuna denominazione sponsorizzata.
In V.League Division 1 si spingono fino in finale, dove vengono sconfitti dai Panasonic Panthers. Nelle altre due competizioni domestiche, invece, vincono per la terza volta la Coppa dell'Imperatore, sconfiggendo in finale i Toray Arrows, mentre al Torneo Kurowashiki vedono la loro corsa sbarrata in semifinale, eliminati dai Panasonic Panthers.
Partecipano inoltre come ospiti alla Coppa KOVO, ma nel torneo sudcoreano rimediano tre sconfitte in altrettante gare, uscendo di scena alla fase a gironi.

## Organigramma societario
Area direttiva
- Presidente: Hisashi Yokoyama

Area tecnica
- Allenatore: Veselin Vuković
- Secondo allenatore: Tine Sattler
- Assistente allenatore: Keita Heima, Naoya Suga

## Rosa
| N° | Nome             | Ruolo | Data di nascita  | Nazionalità sportiva |
| -- | ---------------- | ----- | ---------------- | -------------------- |
| 1  | Takuya Yasunaga  | C     | 27 marzo 1990    | Giappone             |
| 2  | Taishi Onodera   | C     | 27 febbraio 1996 | Giappone             |
| 3  | Akihiro Fukatsu  | P     | 23 luglio 1987   | Giappone             |
| 4  | Kenta Nakajima   | C     | 25 agosto 1991   | Giappone             |
| 5  | Shinichiro Inoue | S     | 21 dicembre 1994 | Giappone             |
| 6  | Thomas Edgar     | O     | 21 giugno 1989   | Australia            |
| 7  | Daisuke Yako     | S     | 7 ottobre 1988   | Giappone             |
| 8  | Kōshi Takechi    | S     | 1º gennaio 1996  | Giappone             |
| 9  | Kodai Yoshioka   | S     | 14 marzo 1992    | Giappone             |
| 10 | Wataru Inoue     | L     | 5 luglio 1994    | Giappone             |
| 11 | Daiki Hisahara   | S     | 26 dicembre 1991 | Giappone             |
| 12 | Shinpei Goda     | P     | 26 dicembre 1991 | Giappone             |
| 14 | Ataru Kumakura   | O     | 17 dicembre 1995 | Giappone             |
| 15 | Taishi Karakawa  | L     | 12 agosto 1992   | Giappone             |
| 16 | Liu Libin        | S     | 16 febbraio 1995 | Cina                 |
| 17 | Masaki Kaneko    | P     | 23 ottobre 1997  | Giappone             |
| 18 | Shōhei Yamamoto  | S     | 21 marzo 1991    | Giappone             |
| 20 | Shogo Toimoto    | C     | 25 giugno 1987   | Giappone             |

## Statistiche

### Statistiche di squadra
| Competizione          | Punti | In casa | In casa | In casa | In trasferta | In trasferta | In trasferta | Totale | Totale | Totale |
| Competizione          | Punti | G       | V       | P       | G            | V            | P            | G      | V      | P      |
| --------------------- | ----- | ------- | ------- | ------- | ------------ | ------------ | ------------ | ------ | ------ | ------ |
| V.League Division 1   | 53/13 | ?       | ?       | ?       | ?            | ?            | ?            | 36     | 23     | 13     |
| Coppa dell'Imperatore | -     | -       | -       | -       | -            | -            | -            | 4      | 4      | 0      |
| Torneo Kurowashiki    | -     | -       | -       | -       | -            | -            | -            | 5      | 4      | 1      |
| Coppa KOVO            | -     | -       | -       | -       | -            | -            | -            | 3      | 0      | 3      |
| Totale                | -     | ?       | ?       | ?       | ?            | ?            | ?            | 48     | 31     | 17     |

G = partite giocate; V = partite vinte; P = partite perse

### Statistiche dei giocatori
| Giocatore   | V.League Division 1 | V.League Division 1 | V.League Division 1 | V.League Division 1 | V.League Division 1 | Coppa KOVO | Coppa KOVO | Coppa KOVO | Coppa KOVO | Coppa KOVO |
| Giocatore   | P                   | PT                  | AV                  | MV                  | BV                  | P          | PT         | AV         | MV         | BV         |
| ----------- | ------------------- | ------------------- | ------------------- | ------------------- | ------------------- | ---------- | ---------- | ---------- | ---------- | ---------- |
| T. Edgar    | 36                  | 861                 | 772                 | 62                  | 27                  | -          | -          | -          | -          | -          |
| A. Fukatsu  | 36                  | 76                  | 16                  | 47                  | 13                  | 3          | 1          | 0          | 1          | 0          |
| S. Goda     | 15                  | 0                   | 0                   | 0                   | 0                   | 2          | 0          | 0          | 0          | 0          |
| D. Hisahara | 28                  | 2                   | 0                   | 0                   | 2                   | 2          | 1          | 1          | 0          | 0          |
| S. Inoue    | 5                   | 0                   | 0                   | 0                   | 0                   | 2          | 3          | 3          | 0          | 0          |
| W. Inoue    | 36                  | 0                   | 0                   | 0                   | 0                   | 3          | 0          | 0          | 0          | 0          |
| A. Kumakura | -                   | -                   | -                   | -                   | -                   | 3          | 14         | 11         | 2          | 1          |
| M. Kaneko   | 36                  | 3                   | 0                   | 3                   | 0                   | 3          | 3          | 0          | 3          | 0          |
| T. Karakawa | 36                  | 0                   | 0                   | 0                   | 0                   | 2          | 0          | 0          | 0          | 0          |
| Liu L.b.    | 34                  | 474                 | 372                 | 79                  | 23                  | -          | -          | -          | -          | -          |
| K. Nakajima | 18                  | 32                  | 21                  | 9                   | 2                   | 3          | 16         | 11         | 5          | 0          |
| T. Onodera  | 36                  | 351                 | 234                 | 93                  | 24                  | -          | -          | -          | -          | -          |
| K. Takechi  | 34                  | 42                  | 33                  | 8                   | 1                   | 3          | 28         | 24         | 4          | 0          |
| S. Toimoto  | 22                  | 8                   | 6                   | 1                   | 1                   | 2          | 0          | 0          | 0          | 0          |
| D. Yako     | 33                  | 29                  | 26                  | 1                   | 2                   | 3          | 26         | 21         | 3          | 2          |
| S. Yamamoto | 36                  | 293                 | 234                 | 36                  | 23                  | 3          | 36         | 35         | 1          | 0          |
| T. Yasunaga | 36                  | 203                 | 143                 | 57                  | 3                   | -          | -          | -          | -          | -          |
| K. Yoshioka | 26                  | 2                   | 2                   | 0                   | 0                   | 2          | 15         | 15         | 0          | 0          |

P = presenze; PT = punti totali; AV = attacchi vincenti; MV = muri vincenti; BV = battute vincenti

NB: Non sono disponibili i dati relativi alla Coppa dell'Imperatore, al Torneo Kurowashiki e di conseguenza quelli totali